# Charles Musès
Charles A. Musès (28 avril 1919 - 26 août 2000), également connu sous le nom Musaios, était le fondateur du Lion Path, un mouvement chamaniste aujourd'hui dissout. Il eut des vues inhabituelles concernant les mathématiques, la physique, la philosophie, la biologie et d'autres domaines.
Musès naquit à Jersey City, et grandit à Long Island. Il reçut un M.A. en philosophie de l'université Columbia en 1947, suivi d'un Ph.D. en 1951. Il est l'un des pionniers d'une remise en cause de la science, du concept du temps et du temps biologique comme Roland Fischer. Il a travaillé en cybernétique avec W. Ross Ashby, Warren McCulloch et Norbert Wiener, et il a été l'éditeur du journal anglais Kybernetes.
Muses a édité avec Arthur Young en 1969 un ouvrage collectif plusieurs fois réimprimé, intitulé Consciousness and Reality (Conscience et Réalité) auquel ont participé entre autres co-auteurs Charles T. Tart, H.S.M. Coxeter, Eugene P. Wigner, Charles Lindbergh. Cet ouvrage en 26 chapitres remet en question le monde, la conscience et la science, la conscience et la cosmologie, les communications humaines, les mystères de la psyché, la  poésie, et décrit de nouvelles techniques d'éveil comme la résonance dynamique en méditation et l'application des hypernombres qu'il a découverts.   
Musès a proposé en 1985 une méthode  mathématique appelée la chronotopologie, qui, disait-il, pouvait mesurer la structure qualitative multidimensionnelle du temps. Il publia un livre sur ce sujet intitulé Chronotopology: Destiny and Control in Human Systems. (Chronotopologie : destinée et contrôle dans les systèmes humains). 
Musès a aussi envisagé un système de nombres mathématiques, les hypernombres muséens, qui incluent les algèbres de nombres hypercomplexes telles que les nombres complexes et les nombres complexes déployés comme types primitifs. Il leur assigna des niveaux basés sur certaines propriétés arithmétiques qu'ils peuvent posséder. Alors que beaucoup de questions restent en suspens, en particulier à propos de la définition des relations entre ces niveaux, Musès a décrit un large éventail d'applications pour ce concept. Certaines de celles-ci sont basées sur les propriétés mathématiques des carrés magiques, et même reliées aux croyances religieuses. Il croyait que ces hypernombres étaient essentiels pour la compréhension de la conscience.